# Marlon Harewood
Pour les articles homonymes, voir Harewood.
Marlon Anderson Harewood, né le 25 août 1979 à Hampstead, Londres, est un footballeur anglais.

## Carrière en club

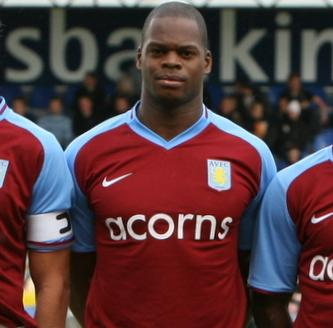
Harewood sous le maillot d'Aston Villa.

Produit du centre de formation de Nottingham Forest, Harewood a fait ses débuts dans la ligue pour le club de Nottingham en 1998. La même année, il a été prêté au FC Haka en Finlande, où il remporta le Championnat de Finlande (Veikkausliiga), ainsi que la Coupe de Finlande (Suomen Cup). L'année suivante, il a été prêté à Ipswich. Il s’est révélé être un des meilleurs attaquants de la 2e division, avec 51 buts en 181 matches pour Nottingham Forest. 
En novembre 2003, Harewood a été acheté par West Ham pour £500.000. L'entraîneur de l'époque, Alan Pardew, a acheté Harewood pour aider le club londonien a accéder à la Premiership (D1). Durant la saison 2004-5 Harewood a été le meilleur buteur pour West Ham avec 23 buts, et West Ham a été promu. Pendant ses deux premières saisons dans la Premiership, Harewood était le meilleur buteur du club, marquant 17 buts dans la ligue en 2004-5 et 14 en 2005-6. 
Le 17 juillet 2007, Harewood a quitté West Ham, et acheté par Aston Villa, pour environ 4 millions de livres. Barré par John Carew, il est prêté à Wolverhampton puis à Newcastle United. Il prouvera en cours de saison avec Newcastle son utilité en marquant 2 buts face à Swansea City lors de la 20e journée de la saison 2009-2010.
Après un passage en chine et de six mois à Nottingham Forest, il signe un contrat d'une saison en faveur de Barnsley.
Il rejoint le Bristol City le 2 août 2013
Le 13 janvier 2014 il rejoint Hartlepool United.